# Ctenomys lami
Туко-туко Ламі (Ctenomys lami) — вид гризунів родини тукотукових, що зустрічається в Бразилії, в штаті Ріу-Гранді-ду-Сул. Живе вздовж вузької лінії старих піщаних дюн, яка простягається від півночі озера Ґвайба до північно-західних мілин озера Баррос. 

## Загрози та збереження
Вид відділений від Ctenomys minutus. Ці види були розділені широкою вологою зоною, але через вирощування рису болота замінились на сухі області і два види були об'єднані. Урбанізація та розвиток сільського господарства, зокрема, рису та сої, поставили вид Ctenomys lami під загрозу зникнення. Заходи для захисту цього виду не вживаються.